# Supreme Council of Antiquities
Het Supreme Council of Antiquities (SCA) is een instelling van het Egyptische Ministerie van Cultuur, die erop gericht is archeologische vondsten en anderen voorwerpen uit het verleden in Egypte te conserveren, te reguleren en te beschermen.
De raad werd halverwege de 19e eeuw, toen er veel oud-Egyptisch materiaal werd gevonden, opgericht en stond toen bekend als de Service de conservation des antiquités de l'Égypte, later Service des antiquités de l'Égypte (Engels: Department of Antiquities of Antiquities Service). In 1971 kreeg de instelling de naam Egyptian Antiquities Organization, ofwel de EAO. In 1994 werd de raad omgedoopt tot de Supreme Council of Antiquities, en in 2011 tot Ministry of State for Antiquities.
Tegenwoordig bestaat de raad uit zes sectoren:
- Het generale secretariaat
- De sector voor General Projects
- Oude Egypte
- Romeinse Rijk
- Kopticisme en islam
- Het Antiquities and Museum Financial Support Fund
- Musea

Deze sectoren bieden gezamenlijk alle administratieve, financiële, technische en wetenschappelijke benodigdheden voor het beheer van de antiquiteiten.
Sinds 2002 is de egyptoloog Zahi Hawass secretaris-generaal van de instelling. De Egyptische minister van cultuur is tevens president van de Supreme Council of Antiquities.